# Vaumoise
Vaumoise és un municipi francès, situat al departament de l'Oise i a la regió dels Alts de França. L'any 2007 tenia 838 habitants.

## Demografia

### Població
El 2007 la població de fet de Vaumoise era de 838 persones. Hi havia 296 famílies de les quals 64 eren unipersonals (24 homes vivint sols i 40 dones vivint soles), 88 parelles sense fills, 124 parelles amb fills i 20 famílies monoparentals amb fills.
La població ha evolucionat segons el següent gràfic:
Habitants censats

### Habitatges
El 2007 hi havia 325 habitatges, 300 eren l'habitatge principal de la família, 10 eren segones residències i 15 estaven desocupats. 285 eren cases i 40 eren apartaments. Dels 300 habitatges principals, 211 estaven ocupats pels seus propietaris, 81 estaven llogats i ocupats pels llogaters i 8 estaven cedits a títol gratuït; 3 tenien una cambra, 25 en tenien dues, 46 en tenien tres, 89 en tenien quatre i 138 en tenien cinc o més. 245 habitatges disposaven pel capbaix d'una plaça de pàrquing. A 109 habitatges hi havia un automòbil i a 155 n'hi havia dos o més.

### Piràmide de població
La piràmide de població per edats i sexe el 2009 era:
| Homes | Edats   | Dones |
| ----- | ------- | ----- |
| 0     | 95 o +  | 0     |
| 0     | 90 a 94 | 0     |
| 0     | 85 a 89 | 4     |
| 0     | 80 a 84 | 0     |
| 16    | 75 a 79 | 12    |
| 16    | 70 a 74 | 12    |
| 16    | 65 a 69 | 24    |
| 16    | 60 a 64 | 20    |
| 24    | 55 a 59 | 20    |
| 36    | 50 a 54 | 24    |
| 40    | 45 a 49 | 36    |
| 36    | 40 a 44 | 28    |
| 24    | 35 a 39 | 36    |
| 36    | 30 a 34 | 28    |
| 12    | 25 a 29 | 28    |
| 16    | 20 a 24 | 20    |
| 40    | 15 a 19 | 28    |
| 32    | 10 a 14 | 40    |
| 12    | 5 a 9   | 28    |
| 20    | 0 a 4   | 12    |

## Economia
El 2007 la població en edat de treballar era de 586 persones, 410 eren actives i 176 eren inactives. De les 410 persones actives 363 estaven ocupades (196 homes i 167 dones) i 48 estaven aturades (23 homes i 25 dones). De les 176 persones inactives 38 estaven jubilades, 85 estaven estudiant i 53 estaven classificades com a «altres inactius».

### Ingressos
El 2009 a Vaumoise hi havia 301 unitats fiscals que integraven 794 persones, la mediana anual d'ingressos fiscals per persona era de 18.436 €.

### Activitats econòmiques
Dels 15 establiments que hi havia el 2007, 1 era d'una empresa de fabricació d'altres productes industrials, 4 d'empreses de construcció, 5 d'empreses de comerç i reparació d'automòbils, 2 d'empreses de transport, 1 d'una empresa d'hostatgeria i restauració i 2 d'empreses immobiliàries.
Dels 4 establiments de servei als particulars que hi havia el 2009, 1 era una oficina de correu, 1 taller de reparació d'automòbils i de material agrícola, 1 paleta i 1 guixaire pintor.

## Equipaments sanitaris i escolars
El 2009 hi havia una escola elemental.

## Poblacions més properes
El següent diagrama mostra les poblacions més properes.